# Ingevaldus Laurentii
Ingevaldus Laurentii (Ingevald Larsson), även Ingevaldus Laurentii de Ludosia, skulle enligt en uppgift av mycket osäkert ursprung, förmedlad av kamreraren och amatörforskaren Fredrik Fryxell (1724-1805), ha varit kyrkoherde i Örs församling i Dalsland omkring 1540. Uppgiften om Ingevalds existens har starkt ifrågasatts av Anders Edestam, utgivaren av Karlstads stifts herdaminne. Enligt Edestam är Fryxells uppgifter om Ingevaldus Laurentii "så svävande att hans existens som kyrkoherde i Ör kan sättas i fråga".. Några källor utöver Fryxell som styrker att Ingevaldus Laurentii existerat är inte kända.
Han skulle i så fall även vara stamfader till Ingevaldssläkten.